# Осово (Борисовський район, Гливинська сільська рада)
О́сово (біл. вёска Восава) — село в складі Борисовського району Мінської області, Білорусь. Село підпорядковане Гливинській сільській раді, розташоване в північно-східній частині області.